# Orvosegyetem Sport Club
Orvosegyetem Sport Club est un club omnisports hongrois de Budapest dont la section water-polo a un palmarès européen dans les années 1970.

## Historique
Le club est fondé en 1957 comme l'association sportive de l'université Semmelweis de médecine.
Dans les années 1970, l'équipe masculine de sa section water-polo remporte sept fois le championnat de Hongrie, transformé à deux reprises en coupes d'Europe des clubs champions en 1973 et 1979.

## Palmarès water-polo masculin
- 1 supercoupe d'Europe : 1979[2].
- 2 coupes d'Europe des clubs champions : 1973 et 1979[2].
- 7 titres de champion de Hongrie : 1969, 1970, 1971, 1972, 1973, 1974 et 1978[3].
- 2 coupes de Hongrie : 1970 et 1974.

## Joueurs mémorables
Dans les années 1970, Szilveszter Fekete est le capitaine de l’équipe.